# جرج مورفی
جرج مورفی (انگلیسی: George Murphy؛ زاده ۴ ژوئیهٔ ۱۹۰۲ - درگذشته ۳ مهٔ ۱۹۹۲) سناتور سابق عضو جمهوری‌خواه بود. وی در سال ۱۹۶۵ تا ۱۹۷۱ میلادی سناتور ایالت کالیفرنیا در سنای ایالات متحده آمریکا بود.

## گزیده فیلمشناسی
از فیلم‌ها یا برنامه‌های تلویزیونی که وی در آن نقش داشته‌است می‌توان به آثار زیر اشاره کرد.
- احساس مالکیت (۱۹۳۴)
- تجارت پرمخاطره (۱۹۳۹)
- یک دختر، یک مرد و یک ملوان (۱۹۴۱)
- تام، دیک و هری (۱۹۴۱)
- محکم گام بردار (۱۹۴۴)
- سینتیا (فیلم) (۱۹۴۷)
- میدان جنگ (۱۹۴۹)